# 姜文鹏
姜文鹏（1971年3月—），中国共产党及中华人民共和国政治人物，生于河北省故城县。1993年7月参加工作，1992年6月加入中国共产党，西安交通大学制冷设备及低温技术专业毕业，大学学历，法学硕士学位。现任中国共产党西藏自治区委员会常委、纪委书记、监察委员会主任。